# بربيت وايتي
بربيت وايتي (الاسم العلمي: Stactolaema whytii) (بالإنجليزية: Whyte's barbet)‏ هو نوع من الطيور يتبع جنس بربيت نازل الحنجرة من الفصيلة البربيتية.